# 鳥取市立国府中学校
鳥取市立国府中学校（とっとりしりつ こくふちゅうがっこう）は、鳥取県鳥取市国府町町屋にある公立中学校。

## 概要
校区は、宮ノ下小学校、国府東小学校となっている。

## 沿革
- 1980年（昭和55年）4月1日 - 鳥取市国府町中学校組合立邑法第一中学校のうち国府町側を分割し、これと国府町立大成中学校を統合して国府町立国府中学校を設立。
  - なお、鳥取市側は鳥取市立桜ヶ丘中学校を設立。
- 2004年（平成16年）11月1日 - 国府町が鳥取市に編入されたことに伴い、鳥取市立国府中学校と改称する。
- 2009年（平成21年）4月1日 - 地理的事情により、鳥取市立国府中学校の通学区域のうち、国府町奥谷三丁目の一部、国府町新通り一丁目、国府町新通り二丁目、国府町新通り三丁目、国府町新通り四丁目、国府町分上一丁目、国府町分上二丁目、国府町分上三丁目、国府町分上四丁目を鳥取市立東中学校の通学区域に変更。

## 通学区域
- 国府東小学校校区
  - 国府町麻生、国府町雨滝、国府町荒舟、国府町糸谷、国府町石井谷、国府町大石、国府町岡益、国府町上荒舟、国府町神護、国府町木原、国府町神垣、国府町拾石、国府町下木原、国府町菅野、国府町清水、国府町高岡、国府町谷、国府町玉鉾、国府町栃本、国府町殿、国府町中河原、国府町楠城、国府町新井、国府町町屋の一部、国府町松尾、国府町美歎の一部、国府町山崎、国府町山根、国府町吉野、国府町上地
- 宮ノ下小学校校区
  - 国府町稲葉丘一丁目、国府町稲葉丘二丁目、国府町稲葉丘三丁目、国府町奥谷一丁目、国府町奥谷二丁目、国府町奥谷三丁目、国府町国分寺、国府町三代寺、国府町新通り一丁目、国府町新通り二丁目、国府町新通り三丁目、国府町新通り四丁目、国府町新町一丁目、国府町新町二丁目、国府町中郷、国府町庁、国府町広西、国府町分上一丁目、国府町分上二丁目、国府町分上三丁目、国府町分上四丁目、国府町法花寺、国府町町屋の一部、国府町美歎の一部、国府町宮下
    - 2009年（平成21年）4月1日より、宮ノ下小学校校区のうち国府町奥谷三丁目の一部、国府町新通り一丁目、国府町新通り二丁目、国府町新通り三丁目、国府町新通り四丁目、国府町分上一丁目、国府町分上二丁目、国府町分上三丁目、国府町分上四丁目を岩倉小学校校区に変更。